# Cineserra – Festival do Audiovisual da Serra Gaúcha 2016
A quarta edição do Cineserra foi realizada de 15 de outubro a 1º de novembro de 2016. Sua programação foi exibida em sete cidades do Rio Grande do Sul. Além das cidades onde a programação do festival já era transmitida na edição anterior, foram incluidas também Nova Petrópolis e a capital gaúcha, Porto Alegre. Nessa edição também foram realizadas sessões especiais em bairros de Caxias do Sul.
Ao todo a 4ª edição do Cinesserra recebeu 77 títulos inscritos, dos quais foram escolhidos 20 para participar do concurso regional e 20 do estadual.
Durante as sessões especiais realizadas em Caxias do Sul e Nova Petrópolis, foi exibida a mostra de curtas vencedores do Primeira Janela - Festival de Cinema Infanto Juvenil de Porto Alegre. Houve também sessões comentadas no Faculdade da Serra Gaúcha (FSG).
Em meio a programação do evento, ocorreu o workshop "Narrativa Audiovisual – Contar Histórias para as Telas", ministrado por Ricardo Tiezzi, professor, escritor e roteirista de produções televisivas e cinematográficas.
A cerimônia de premiação ocorreu em 30 de outubro e foi realizada pelo terceiro ano consecutivo no Teatro do Sesc em Caxias do Sul. Ao todo, foram entregues 32 troféus, sendo 13 para o certame regional, 13 para o certame estadual, 3 para os eleitos através do voto popular e outros 3 prêmios para os escolhidos pelos membros da Associação de Críticos de Cinema do RS (ACCIRS). Esta associação foi representada por Conrado Heoli, colaborador do Papo de Cinema, a jornalista Siliane Vieira e Cristiano Aquino.
O destaque da edição no certame regional foi o filme de ficção Jazigo, que venceu em seis categorias, e no estadual o filme Horas, premiado em três categorias.
Esta edição do festival foi realizada com financiamento da Lei de Incentivo à Cultura da Prefeitura de Caxias do Sul e apoio cultural da Faculdade da Serra Gaúcha.

## Vencedores no Certame Regional

### Ficção e Documentário
- Melhor Filme de Ficção: Jazigo, de Mateus Frazão
- Melhor Filme Documentário: Talian, de Michel Marchetti da Rosa
- Melhor Direção: Mateus Frazão, por Jazigo
- Melhor Roteiro: Mateus Frazão, por Jazigo
- Melhor Fotografia: Rayza Roveda, por Jazigo
- Melhor Direção de Arte: Rayza Roveda, por Jazigo
- Melhor Edição: Michel Marchetti da Rosa, por Talian
- Melhor Trilha Sonora: Felipe Gue Martini e Vitor Lemos, por À Sombra das Sideiras
- Melhor Ator: Rodrigo Visentin, por Jazigo
- Melhor Atriz: Lara Klinger, por Mira

### Videoclipe
- 1° lugar: Polaroid (Thiago Wilbert), de Thiago Wilbert
- 2° lugar: Mexa-se (Diretoria dos Lokos), de David Makaveli
- 3° lugar: Amore (The Tarentinos), de Juliano Carpeggiani

## Vencedores no Certame Estadual

### Ficção e Documentário
- Melhor Filme de Ficção: Another Empty Space, de Davi de Oliveira Pinheiro
- Melhor Filme Documentário: Às Margens, de Boca Migotto
- Melhor Direção: Boca Migotto, por Horas
- Melhor Roteiro: Davi de Oliveira Pinheiro e Leo Garcia, por Another Empty Space
- Melhor Fotografia: Bruno Polidoro, por Horas
- Melhor Direção de Arte: Renata Heinz, por Apenas um Dia
- Melhor Edição: Giulia Góes, por Água
- Melhor Trilha Sonora: Daian Gobbi, Rodrigo Marcon e Ricardo Mabilia, por O Movimento do Escuro
- Melhor Ator: Nelson Diniz, por Horas
- Melhor Atriz: Áurea Baptista, por Objetos Zanin de Paula

### Videoclipe
- 1° lugar: Grafitti (Vera Loca), de Juliano Carpeggiani
- 2° lugar: Sem Sal (Cartolas), de Anderson Magal Dorneles
- 3° lugar: Todo Dia (Allseeone), de Julia Zanin de Paula

## Prêmio da Crítica da ACCIRS
- Melhor Filme de Ficção: Horas, de Boca Migotto
- Melhor Filme Documentário: Navegantes, de Emiliano Cunha, Lívia Pasqual e Thais Fernandes
- Melhor Videoclipe Musical: Todo Dia (Allseeone), de Júlia Zanin de Paula

## Voto popular
- Melhor Filme de Ficção: O Diabo no Armário, de Fernando Menegatti
- Melhor Filme Documentário: Mestres, de Tiago Fernandes e Marcelo de Miranda Noms
- Melhor Videoclipe Musical: Polaroid (Thiago Wilbert), de Thiago Wilbert

## Outras edições do Cineserra
- Cineserra 2013
- Cineserra 2014
- Cineserra 2015
- Cineserra 2017
- Cineserra 2019
- Cineserra 2020
- Cineserra 2021